# 犬齒脂鯉科
犬齒脂鯉科為輻鰭魚綱脂鯉目脂鯉亞目的其一科。

## 分類

### 犬齒脂鯉亞科（Cynodontinae）

#### 犬齒脂鯉屬（Cynodon）
- 駝背犬齒脂鯉（Cynodon gibbus）
- 小鱗犬齒脂鯉（Cynodon meionactis）
- 圭亞那犬齒脂鯉（Cynodon septenarius）

#### 水狼脂鲤（水狼牙魚）屬（Hydrolycus）
- 巨水狼脂鲤（Hydrolycus armatus）：巨水狼牙魚。
- 似鯖水狼牙脂鯉 （Hydrolycus scomberoides）：似鯖水狼牙魚。
- 火尾水狼脂鲤（Hydrolycus tatauaia）：塔圖阿水狼牙魚。
- 华莱士氏水狼脂鲤（Hydrolycus wallwcei）：沃氏水狼牙魚。

#### 針牙脂鯉屬（Rhaphiodon）
- 亞馬遜河針牙脂鯉（Rhaphiodon vulpinus）

### 露斯塔脂鯉亞科（Roestinae）

#### 吉氏脂鯉屬（Gilbertolus）
- 大鰭吉氏脂鯉（Gilbertolus alatus）
- 哥倫比亞吉氏脂鯉（Gilbertolus atratoensis）
- 貪食吉氏脂鯉（Gilbertolus maracaibeonsis）

#### 露斯塔脂鯉屬（Roestes）
- 南美露斯塔脂鯉(Roestes itupiranga)
- 巴西露斯塔脂鯉（Roestes molossus）
- 奧氏露斯塔脂鯉（Roestes ogilviei）

## 外部連結
- FishBase （页面存档备份，存于）